# José María Morelos y Pavón
José María Teclo Morelos y Pavón (Morelia, estat de Michoacán, 1765- San Cristóbal Ecatepec, 1815) fou un sacerdot liberal que encapçalà el moviment d'independència de Mèxic a la mort de Miguel Hidalgo y Costilla junt amb Juan Nepomuceno Rosains, fins que fou jutjat i executat per la Inquisició.
D'origen humil, el 1810 s'uní a la revolta d'Hidalgo i aconseguí revoltar Zacatula, Petatlán i Tecpán. El novembre del 1810 va setjar Acapulco fins al maig del 1811, quan atacà Chilpancingo i Tixtla. El 1811 substituí Hidalgo com a cap revolucionari, i ocupà Taxlo, Chilapa, Orizaba, Oaxaca i Acapulco (19 d'agost, 1813). El 8 de setembre, 1813 proclamà la independència mexicana a Chilpancingo, però fracassà en la presa de Valladolid (avui Morelia). El 5 de novembre del 1815 fou fet presoner a Tezmalaca i afusellat el 22 de desembre del 1815. La ciutat de Valladolid de l'estat de Michoacán, va ser reanomenada "Morelia" en honor seu, i quan l'estat de Mèxic va ser dividit en tres sectors militar durant el Segon Imperi Mexicà, una de les divisions va conformar l'estat de Morelos, nom que va rebre en honor seu.